# Горсшу-Бей (Техас)
Горсшу-Бей (англ. Horseshoe Bay) — місто в США, в округах Ллано і Бернет штату Техас. Населення — 4257 осіб (2020).

## Географія
Горсшу-Бей розташований за координатами 30°32′22″ пн. ш. 98°22′36″ зх. д. / 30.53944° пн. ш. 98.37667° зх. д. (30.539507, -98.376537).  За даними Бюро перепису населення США в 2010 році місто мало площу 30,06 км², з яких 29,51 км² — суходіл та 0,55 км² — водойми. В 2017 році площа становила 42,37 км², з яких 36,48 км² — суходіл та 5,89 км² — водойми.

## Демографія
Згідно з переписом 2010 року, у місті мешкало 3418 осіб у 1702 домогосподарствах у складі 1169 родин. Густота населення становила 114 осіб/км².  Було 3131 помешкання (104/км²).
Расовий склад населення:
| - 93,9 % — білих - 0,8 % — азіатів - 0,5 % — чорних або афроамериканців - 0,3 % — корінних американців - 3,2 % — осіб інших рас |

До двох чи більше рас належало 1,3 %. Частка іспаномовних становила 9,0 % від усіх жителів.
За віковим діапазоном населення розподілялося таким чином: 11,3 % — особи молодші 18 років, 48,5 % — особи у віці 18—64 років, 40,2 % — особи у віці 65 років та старші. Медіана віку мешканця становила 61,3 року. На 100 осіб жіночої статі у місті припадало 94,9 чоловіків;  на 100 жінок у віці від 18 років та старших — 94,9 чоловіків також старших 18 років.
Середній дохід на одне домашнє господарство  становив 143 258 доларів США (медіана — 83 784), а середній дохід на одну сім'ю — 172 811 долар (медіана — 101 573). За межею бідності перебувало 6,9 % осіб, у тому числі 17,8 % дітей у віці до 18 років та 10,3 % осіб у віці 65 років та старших.
Цивільне працевлаштоване населення становило 1374 особи. Основні галузі зайнятості: фінанси, страхування та нерухомість — 20,2 %, будівництво — 13,8 %, науковці, спеціалісти, менеджери — 12,7 %, мистецтво, розваги та відпочинок — 12,3 %.